# Hrant Dink

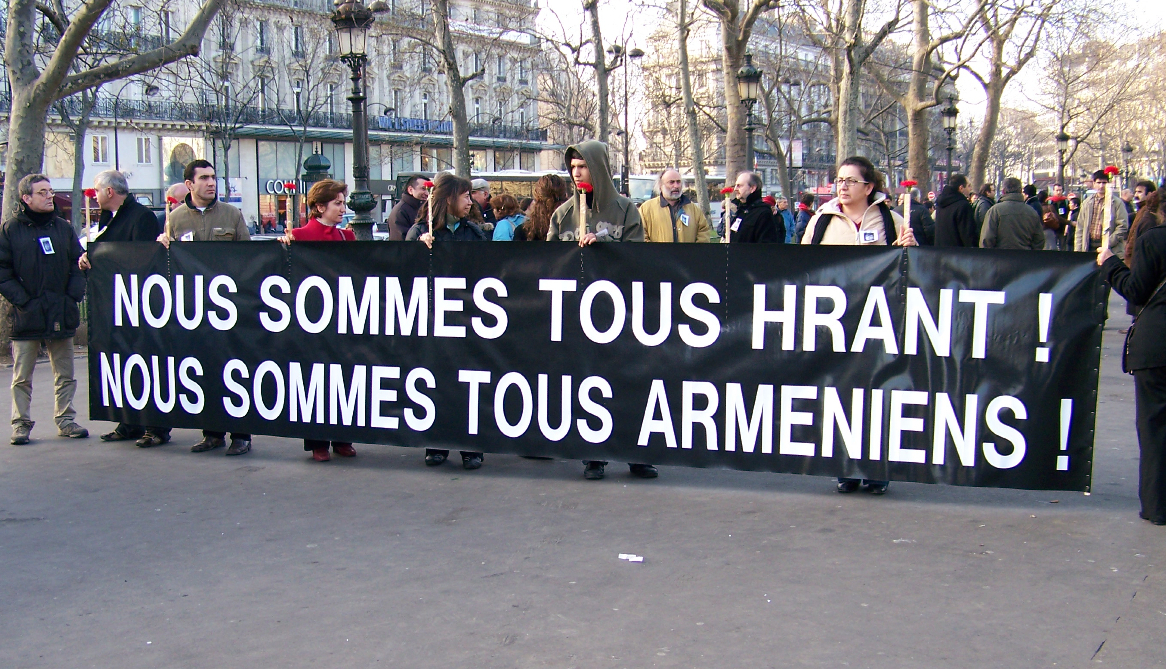
Pancarta en record de Hrant Dink

Hrant Dink (Malatya, 15 de setembre de 1954 - Istanbul, 19 de gener de 2007) fou un periodista turc d'origen armeni.
La seva faceta professional més coneguda era la seva condició d'editor del setmanari bilingüe Agos en armeni i turc. Va ser columnista i redactor en cap del mateix des 1996 fins al seu assassinat, mitjançant el qual se'l considera com la veu de la comunitat armènia.
Va emigrar amb la família a Istanbul el 1961. Després del divorci dels seus pares es va criar en un orfenat. Va estudiar en escoles armènies i, en acabar els seus estudis a secundària, es va casar. Va cursar la formació superior a zoologia a la Universitat d'Istanbul, on es va graduar, i posteriorment va estudiar filosofia a la mateixa universitat.
El 1996 va començar a escriure al setmanari Agos on deia voler establir un pont d'unió i comunicació entre Turquia i Armènia.
El 2005 va ser condemnat per violar l'article 301 del Codi Penal, en concret per «insultar la identitat turca» en un article sobre la diàspora armènia. Dink va escriure una sèrie d'articles en els quals va convidar als armenis de la diàspora a acabar de centrar les seves ires en l'enfrontament amb els turcs ia fer-ho en el benestar d'Armènia.
Va manifestar la seva intenció de recórrer la sentència davant el Tribunal Suprem de Turquia i la Tribunal Europeu de Drets Humans.
El 19 de gener de 2007, mentre tornava a casa procedent de la redacció d'Agos, va ser assassinat a trets al carrer. En la nit del 20 de gener, la policia de Turquia va informar de la detenció d'un jove de 17 anys a la ciutat de Samsun, a la costa del mar Negre, que s'havia confessat autor del crim.